# Bjuvs gruvmuseum
Bjuvs gruvmuseum är ett arbetslivsmuseum i Bjuv som skildrar gruvdriften i trakten. 
Museet är inrymt i maskinhuset till det 60 meter djupa Schakt III på gruvområdet. Utanför museet finns en gruvgalge och utrustning som användes i gruvan. 
Inne i museet finns förutom maskinhallen en fullskalemodell av en gruvgång med gruvarbetare, ett gruvarbetarhem med ett rum och kök inrett som vid förra sekelskiftet samt flera tidstypiska miljöer från trakten.
Gruvan anlades på 1870-talet i en stenkolsförande formation som sträcker sig från Ekeby och Billesholm till Höganäs. Schakt III, även kallat Schakt Greve Strömfelt efter bolagets dåvarande chef Fredrik Knut Harald Strömfelt, sänktes 1894.
Kolbrytningen skedde med handkraft i de trånga orterna 65 meter under marken till den mekaniserades på 1920-talet. Kolet var inte av speciell hög kvalitet, men  var blandat med lera som användes för att tillverka eldfast tegel. 
Gruvbrytningen upphörde 1979 och Schakt III var det sista schaktet som stängdes i hela Sverige. Idag är det tillbommat och gruvan fylld med vatten.